# Acacia gilbertii
Acacia gilbertii là một loài thực vật có hoa trong họ Đậu. Loài này được Meissner miêu tả khoa học đầu tiên.